# PowerDsine
PowerDsine war ein israelisches System- und Halbleiterunternehmen, das die Geschäftsidee, elektrische Leistung über ein Ethernet zu verteilen, aufgegriffen und sich mit den dafür benötigten Geräten als Marktführer etabliert hatte. Die Produkte beruhten auf den nach dem Standard IEEE 802.3af geschaffenen Möglichkeiten.
Das Unternehmen war ab 2004 börsennotiert; die Aktien wurden an der NASDAQ gehandelt. Im Jahr 2007 wurde PowerDSine von der amerikanischen Microsemi übernommen.